# 赵赞 (卫国公)
赵匡赞（923年—977年），字元辅，本名赵美，五代、北宋人物，因为宋太祖赵匡胤避讳，改名赵赞。赵德钧的孙子（养孙）、赵延寿的儿子。母亲是唐明宗李嗣源的女儿兴平公主。
赵匡赞自小聪慧，被唐明宗李嗣源喜欢。他与明宗的儿孙一起接受教育。赵匡赞五岁时，就会背诵《论语》、《孝经》，举童子试。后唐末年，赵德钧、赵延寿父子投降契丹国。开运末年，契丹任命他为河中节度使。后晋天福十二年（947年），赵匡赞等人劝进北平王刘知远建立后汉。刘知远封赵匡赞为检校太尉，镇守河中，改京兆尹，调晋昌军节度使，镇守长安。赵匡赞因为父亲赵延寿供职契丹，自己也曾受契丹任命，担心被后汉追究，秘密派親吏趙仙去向後蜀投降。判官李恕本是赵延寿的宾佐，劝谏他归顺中原，自己愿意入朝申辩。赵匡赞派李恕入朝解释，李恕还未回镇，他已经离开长安入朝，被任为左骁卫上将军。
后周时，赵匡赞随周世宗南征。在周世宗返回京师后，赵匡赞率兵围攻寿州。战后，因战功显赫而被封为保信军节度使。他为政宽松。北宋建立，任忠正军检校太师，镇守延州。开宝二年（969年），赵匡胤征讨北汉晋阳，任命赵匡赞为行营前军马步军都虞候。立有战功。宋太宗时，赵匡赞被封为卫国公。太平兴国二年（977年），卒赠侍中，享年五十五岁。其妻是李从曮女。